# Abraxas poliaria
Abraxas poliaria là một loài bướm đêm trong họ Geometridae.